# Caso Jessica Rubi Mori
Jessica Rubí Mori (ca. 1985 – 3 de junio de 2017) fue una activista transgénero y trabajadora sexual dominicana, miembro de la organización comunitaria Este Amor. Su asesinato en Higüey en 2017 generó una amplia condena nacional e internacional, destacando la violencia y discriminación que enfrentan las personas trans en la República Dominicana.

## Asesinato
El 3 de junio de 2017, Jessica Rubí Mori fue asesinada en la ciudad de Higüey, provincia La Altagracia. Según reportes de medios locales y organizaciones de derechos humanos, fue atacada con arma blanca, en lo que se considera un crimen de odio. Su cuerpo fue hallado en la vía pública.

## Reacciones
Amnistía Internacional condenó el crimen y pidió al gobierno dominicano tomar medidas urgentes para proteger a las personas trans y LGBTI+ en el país.

## Legado
Jessica Rubí Mori se convirtió en un símbolo de lucha por los derechos trans en la República Dominicana. Su muerte impulsó iniciativas por parte de colectivos locales para exigir justicia y políticas públicas más inclusivas.